# فرنتس نوواک
فرنتس نوواک (انگلیسی: Ferenc Novák؛ زادهٔ ۱۳ ژوئیهٔ ۱۹۶۹) قایقران کانو اهل مجارستان بود.